# Hermann-Friedrich Joppien
Pour les articles homonymes, voir Leyser.
Hermann-Friedrich « Jupp » Joppien (19 juillet 1912 à Bochum - 28 août 1941 à près de Ielnia, au Sud-Ouest de Briansk) est un Hauptmann, pilote de chasse, et as allemand qui a servi au sein de la Luftwaffe dans la Wehrmacht pendant la Seconde Guerre mondiale.
Il a été décoré de la croix de chevalier de la croix de fer avec feuilles de chêne. Cette distinction est attribuée en récompense d'un acte d'une extrême bravoure sur le champ de bataille ou un commandement militaire avec succès.

## Biographie
Hermann-Friedrich Joppien est né le 19 juillet 1912 à Bochum. Il rejoint le service militaire dans un régiment d'infanterie en octobre 1931.
Au milieu de 1939, Joppien est affecté au 1er Staffel de la Jagdgeschwader 51 (JG 51). Il remporte sa première victoire, un avion français Morane-Saulnier MS 406 le 23 novembre 1939, toutefois, le train d'atterrissage de son avion est endommagé et capote à l'atterrissage, Joppien s'en échappe sans blessure. Il remporte quatre victoires lors de la campagne française de 1940. Le 6 août 1940, Joppien est promu Staffelkapitän du 1./JG 51 et revendique 26 victoires au cours des combats aériens sur l'Angleterre. Joppien reçoit la croix de chevalier de la croix de fer et le 18 octobre 1940, il est nommé Gruppenkommandeur du I./JG 51. Il enregistre sa 40e victoire le 21 avril 1941. Il reçoit les feuilles de chêne de sa croix de chevalier le 23 avril 1941 pour ses 40 victoires.
Joppien conduit le I./JG 51 lors de l'invasion de la Russie (Opération Barbarossa) et le 30 juin 1941, il abat cinq bombardiers russes à proximité de Babrouïsk. 12 victoires suivent en juillet, dont quatre bombardiers Tupolev SB-2 abattus le 2 juillet et trois autres SB-2 le 24 juillet.
Cependant, après sa 58e victoire le 5 juillet, Joppien est blessé par l'explosion d'une bombe et doit passer plusieurs semaines à l'hôpital. Le 28 août 1941, Joppien est engagé dans un combat avec des avions de chasse et des bombardiers russes à proximité de Ielnia, au sud-ouest de Briansk. Dans l'action, Joppien est abattu et tué dans son Messerschmitt Bf 109 F-2 (Nr.: 9670) « Black << » par un avion russe MiG-3.
Jupp Joppien est officiellement crédité de 70 victoires. Son palmarès comprend 42 victoires aériennes confirmées sur le front occidental parmi eux, 23 Supermarine Spitfire.

## Décorations
- Croix de fer (1939)
  - 2e classe
  - 1re classe
- Croix de chevalier de la croix de fer avec feuilles de chêne
  - Croix de chevalier le 16 septembre 1940 en tant que Oberleutnant et Staffelkapitän de la 1./JG 51[1][Notes 2]
  - 11e feuilles de chêne le 23 avril 1941 en tant que Hauptmann et Gruppenkommandeur de la I./JG 51[2]
- Mentionné trois fois dans le bulletin quotidien radiophonique Wehrmachtbericht (22 avril, 	t et 29 août 1941) 1941